# Championnat de Chypre de football 1940-1941
Navigation
Saison précédente Saison suivante
La saison 1940-1941 du Championnat de Chypre de football était la 7e édition officielle du championnat de première division à Chypre. Les cinq meilleurs clubs du pays se retrouvent au sein d'une poule unique, la Cypriot First Division, où ils s'affrontent deux fois, à domicile et à l'extérieur. Seuls cinq clubs participent au championnat car Pezoporikos Larnaca ne s'est pas inscrit cette année.
L'AEL Limassol met fin au règne sans partage de l'APOEL Nicosie, champion de Chypre depuis cinq ans, en remportant le championnat pour la première fois de son histoire. L'AEL s'impose face au champion sortant à la suite d'un barrage pour le titre, puisque les deux clubs ont terminé à égalité de points en tête du championnat. Les deux équipes ont fait preuve d'une attaque impressionnante tout le long de la saison (en moyenne 6 buts par match) et se sont également disputé la Coupe de Chypre. Cette fois-ci, en finale, c'est l'APOEL Nicosie qui s'impose sur le plus petit des scores.
À cause de la Seconde Guerre mondiale, le championnat est interrompu et ne reprend qu'en 1944.

## Les 5 clubs participants
| - EPA Larnaca - APOEL Nicosie - Çetinkaya Türk SK - AEL Limassol - Olympiakos Nicosie |

## Compétition

### Classement
Le barème utilisé pour établir le classement est le suivant :
- Victoire : 2 points
- Match nul : 1 point
- Défaite : 0 point

| Rang | Équipe             | Pts | J | G | N | P | Bp | Bc | Diff |
| ---- | ------------------ | --- | - | - | - | - | -- | -- | ---- |
| 1    | AEL Limassol       | 12  | 7 | 6 | 0 | 1 | 43 | 11 | +32  |
| 2    | APOEL Nicosie T C  | 12  | 7 | 6 | 0 | 1 | 41 | 8  | +33  |
| 3    | EPA Larnaca        | 4   | 7 | 2 | 0 | 5 | 17 | 26 | -9   |
| 4    | Olympiakos Nicosie | 4   | 7 | 2 | 0 | 5 | 16 | 50 | -34  |
| 5    | Çetinkaya Türk SK  | 0   | 4 | 0 | 0 | 4 | 4  | 26 | -22  |

|  | Participation au barrage pour le titre                                                 |
|  | T : Tenant du titre C : Vainqueur de la Coupe de Chypre P : Promu de deuxième division |

- Çetinkaya Türk SK abandonne le championnat à l'issue des matchs aller.

### Matchs

#### Matchs pour le titre
| Équipe 1      | Résultat | Équipe 2     | Aller | Retour |
| ------------- | -------- | ------------ | ----- | ------ |
| APOEL Nicosie | 2 - 5    | AEL Limassol | 1 - 2 | 1 - 3  |

## Bilan de la saison
| Championnat de Chypre de football 1940-1941 |                          |
| Champion                                    | AEL Limassol (1er titre) |
| Coupes et trophées                          |                          |
| Vainqueur de la Coupe de Chypre 1940-1941   | APOEL Nicosie            |
| Promotions et relégations                   |                          |
| Promus en Cypriot First Division            | Aucun                    |
| Relégués en Cypriot Second Division         | Aucun                    |